# Eisweindenkmal (Dromersheim)

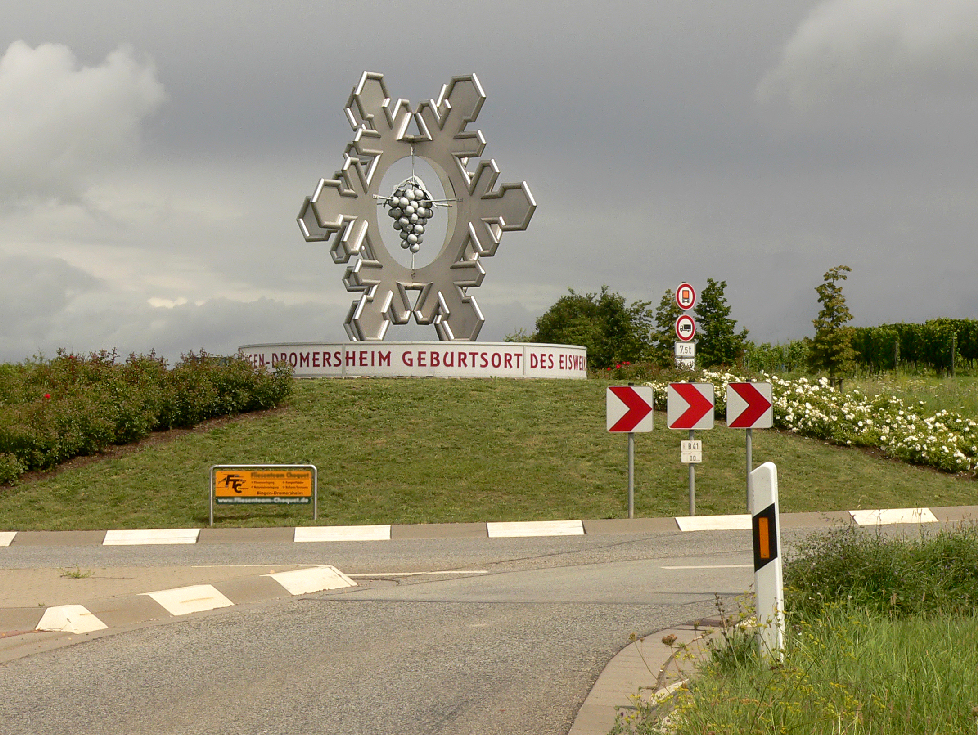
Verkehrskreisel bei Dromersheim mit Eisweindenkmal

Das Eisweindenkmal in Dromersheim (Stadtteil von Bingen am Rhein in Rheinland-Pfalz) ist ein auf einem Verkehrskreisel errichtetes Denkmal.
Das Eisweindenkmal (auch „Traube gefangen in Eis“) ist eine fünf Meter hohe Eisweinskulptur aus Edelstahl und ist das Wahrzeichen von Dromersheim. Das Kunstwerk wurde 2010 eingeweiht.

## Beschreibung
Die Denkmalskulptur besteht aus einem dreidimensionalen Eiskristall, in deren Mitte sich eine gefrorene Weinrebe befindet. Das Eisweindenkmal erinnert an die Entdeckung des Eisweins in Bingen-Dromersheim zur Jahreswende 1829/1830. Das Denkmal befindet sich auf einer Verkehrsinsel der sich kreuzenden Landesstraßen L414 (Rheinhessenstraße) und L420.  